# Zappsport
Zappsport is een televisieprogramma van AVROTROS (voorheen TROS), uitgezonden op NPO Zapp, waarin elk weekend diverse sporten, topsporters en reportages centraal staan. Tijdens Zappsport komen alle typen sport voorbij van voetbal tot snowboarden. De presentatie van het programma is in handen van Ron Boszhard en Britt Dekker. Britt neemt in het item The Battle de rol als teamcaptain van het meisjesteam voor haar rekening.  De eerste aflevering van Zappsport werd uitgezonden op 5 oktober 2002. Het programma wordt op elke zaterdag- en zondagochtend uitgezonden.
In 2019 won het programma de Televizier-Ster Jeugd op het Gouden Televizier-Ring Gala.

## Presentatie
| presentator            | jaren        | Opmerking            |
| ---------------------- | ------------ | -------------------- |
| Nathan Rutjes          | 2024 - heden |                      |
| Nienke van Dijk        | 2023 - heden |                      |
| Marije Zuurveld        | 2019 - heden |                      |
| Ron Boszhard           | 2005 - heden | is ook de voice over |
| Britt Dekker           | 2018 - heden | -                    |
| Naomi van As           | 2013 - 2017  | -                    |
| Vivienne van den Assem | 2010 - 2012  | -                    |
| Barbara Barend         | 2002 - 2004  | -                    |

## Items
In de wekelijkse afleveringen van Zappsport komen de onderstaande items voorbij
- The Battle, Onder leiding van de twee teamcaptains (Boszhard en Dekker) nemen een jongens- en meisjesteam het tegen elkaar op in een bepaalde sport. De kinderen krijgen eerst uitleg over de sport van een bekende sporter.

- Hellup, In het onderdeel Hellup worden kinderen met een probleem in een bepaalde sport geholpen door een bekende sporter.

- The Move Kinderen die bepaalde trucjes goed beheersen krijgen in The Move de kans om hun trucje te laten zien en ze geven uitleg hierover. Trucjes die voorbij zijn bijvoorbeeld het hooghouden van een bal of het doen van een radslag.
- Latje Trap, 5 jeugdspelers van Eredivisie clubs proberen op de lat van een doel te schieten. Dit doen ze vanaf 3 afstanden, respectievelijk 11,16 en 20 meter. De 11 meter levert 1 punt op, 16 meter 3 en 20 meter 5 punten. Er is per afstand 1 gouden bal. Deze geeft dubbele punten
- De Kantine, in de kantine ontvangt Ron Boszhard diverse topsporters die vertellen over hun sport. Hij wordt bijgestaan door de twee typetjes kantinejuffrouw Gerda en terreinknecht Theo

## Specials
Zappsport maakt regelmatig diverse specials waarin grote sporttoernooien centraal staan zoals het WK Voetbal en de Olympische Spelen. In deze specials volgt Boszhard de prestaties van de Nederlandse topsporters en zijn er interviews waarbij vragen van kinderen worden gesteld. In de specials rondom het voetbal daagt Boszhard de voetballers uit voor een potje latje trap.